# Ave
Ave és una paraula llatina, utilitzada pels romans com a salutació. És la conjugació singular de la forma imperativa del verb avēre, que significa ‘estar bé’; de manera que podria traduir-se literalment com ‘que estiguis bé’.
Posteriorment, al segle iv, el papa Gregori I ho va introduir en l'avemaria de l'Església Catòlica, que va ser popularitzat fins al segle vi de l'era cristiana. El terme va ser utilitzat principalment per saludar als cèsars i a altres autoritats. Suetoni, indica que els gladiadors abans del combat es dirigien al Cèsar amb les paraules Ave Caesar, morituri te salutant (‘Ave, César! els qui moriran et saluden!’).